# Imam decka nemirnog
Имам дечка немирног е първият студиен албум на Драгана Миркович. Първо излиза само сингъл „Имам дечка немирног“, след това целият албум през 1984 г. с издател Дискос.

## Песни
1. Imam dečka Имам дечка немирног
2. Uteši me, tužna Утеши ме тужна сам
3. Znaš da nosim prsten Знаш да носим пръстен твой
4. Haljinica plave Халиница плаве бойе
5. Hej mladiću, baš si Хей младичу, баш си шик
6. Sanjala sam naše Саняла сам наше венчанье
7. Proleće je, samo meni Пролече йе, само мени нийе
8. Tebi treba žena kao Теби треба жена као я

## Видеоклипове
- Imam decka nemirnog
- Ustesi me tuzna sam
- Hej mladicu, bas si sik